# المعموق (السياني)

تعديل مصدري - تعديل

المعموق محلة تابعة لقرية الذراع، التابعة لعزلة الدامغ بمديرية السياني إحدى مديريات محافظة إب في الجمهورية اليمنية.، بلغ تعداد سكانها 75 حسب تعداد اليمن لعام 2004.